# Neoarisemus laosensis
Neoarisemus laosensis és una espècie d'insecte dípter pertanyent a la família dels psicòdids que es troba a Àsia: Laos.